# Gravitační vlny

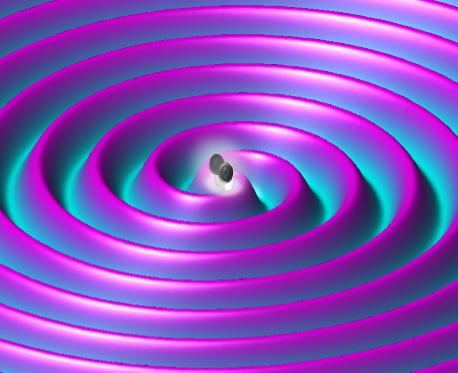
Schéma gravitačních vln, vyvolaných dvěma vzájemně se obíhajícími hmotnými objekty (hvězdy, černé díry)

Gravitační vlny jsou rychlostí světla se šířící vlnění gravitace, která se podle obecné teorie relativity projevuje zakřivením časoprostoru. Albert Einstein v roce 1916 předpověděl, že zrychlení velmi hmotných celků by mělo generovat gravitační vlny, podobně jako zrychlení nabitých částic generuje elektromagnetické vlnění. První přímý důkaz gravitačních vln byl pozorován 14. září 2015 na americkém systému LIGO, který detekoval vlny vzniklé srážkou dvou černých děr.
Pozorování je prováděno interferometrickým detektorem měřícím nepatrný rozdíl v rychlosti šíření laserového paprsku ve dvou různých směrech, který je způsoben odlišným zakřivováním časoprostoru postupující vlnou v každém směru. Více geograficky vzdálených detektorů umožňuje odfiltrovat rušení detektorů a určit směr šíření vlny. Pro zvýšení citlivosti je plánováno sestavit detektor z družic ve vesmíru (projekt LISA) či jako zdroje paprsku využít velmi vzdálené pulsary.
Gravitační astronomie je nový obor pozorování vesmíru na základě gravitačních vln, který jako např. neutrinová astronomie umožňuje získávat informace z jiných zdrojů než je elektromagnetické záření.

## Generování gravitačních vln
Gravitační vlny vznikají při nerovnoměrném pohybu hmoty (například pokud mají nenulový ryv). Obecně jsou generovány nenulovým kvadrupólovým tenzorem momentu hybnosti (pro slabá pole jsou příspěvky z vyšších momentů zanedbatelné). Gravitační vlny interagují s hmotou velice slabě, a proto jediné systémy, které gravitační vlny generují v měřitelném množství, jsou výhradně ty, v nichž se velmi hmotné objekty pohybují relativistickými rychlostmi. Gravitační vlny přímo detekovatelné na Zemi pocházejí výhradně ze srážek v binárních systémech tzv. kompaktních objektů (černých děr a neutronových hvězd). Pokud se 2 kompaktní objekty dostanou na velmi nízkou oběžnou dráhu, začne hrát vyzařování gravitačních vln zásadní roli při dalším vývoji systému. Díky vyzařování gravitačních vln systém postupně ztrácí energii a objekty se navzájen přibližují. Rychlost jejich vzájemného obíhání se zvětšuje a v gravitačních vlnách se vyzařuje stále větší výkon. Tento vývoj stále zrychluje, dokud se objekty nakonec nesrazí. V konečném stádiu srážku doprovází čerp gravitačních vln. 
Právě konec srážky dvou těles je z pohledu detekce nejdůležitější, protože zářivost (gravitačních vln) je zde nejintenzivnější. Vyzařování gravitačních vln z binárního systému závisí na šesté mocnině frekvence oběhu.Moment těsně před srážkou proto vysoce překonává všechny ostatní fáze svým zářivým výkonem v gravitačních vlnách. Teoretické maximum celkového zářivého výkonu {\displaystyle L} je
{\displaystyle L={\frac {c^{5}}{G}}\approx 3,6\times 10^{52}}W.
Dle numerických simulací mohou srážky černých děr v konečné fázi dosáhnout asi jedné tisíciny této hodnoty.

## Detekce gravitačních vln

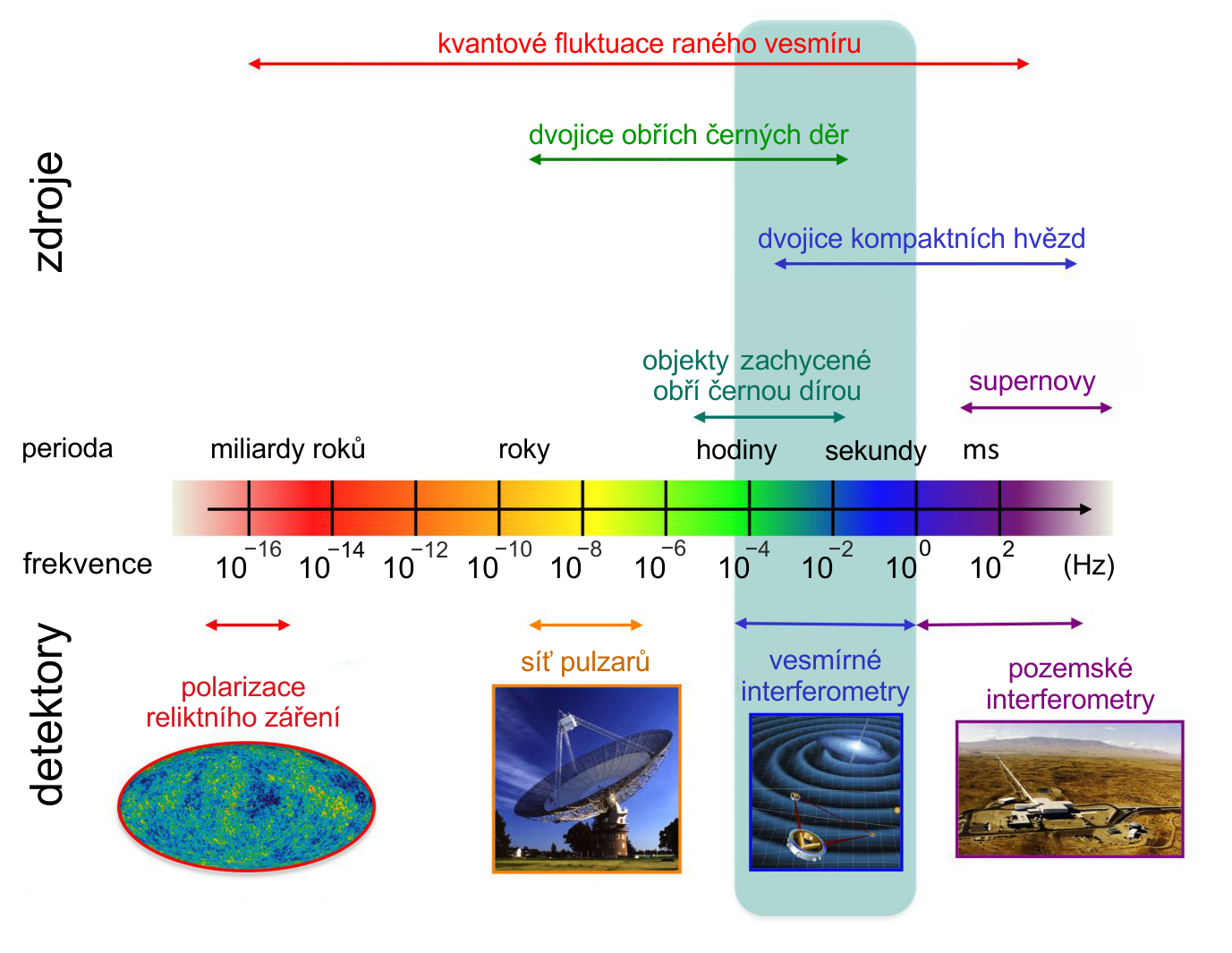
Gravitační spektrum, různé zdroje a detektory

Einstein už ve svém článku z roku 1916 předpovídajícím gravitační vlny uvedl, že by měly být tak slabé, že je nikdy nebude možné detekovat. S detekcemi se začalo o 50 let později a trvalo dalších 50 let, než byly úspěšné. Na vytvoření první detekované vlny byla během asi pětiny sekundy spotřebována energie 3 slunečních hmotností, což je dle Einsteinova vzorce E = mc² nepředstavitelné množství srovnávané se světelným zářivým výkonem všech hvězd v celém pozorovatelném vesmíru. Přesto bylo maximální zakřivení časoprostoru touto vlnou v místě pozorování pouze 10−21, což představuje na vzdálenost Země – Slunce (1011 m) změnu délky o rozměr jednoho atomu (10−10 m).

### Neúspěšné rezonátory

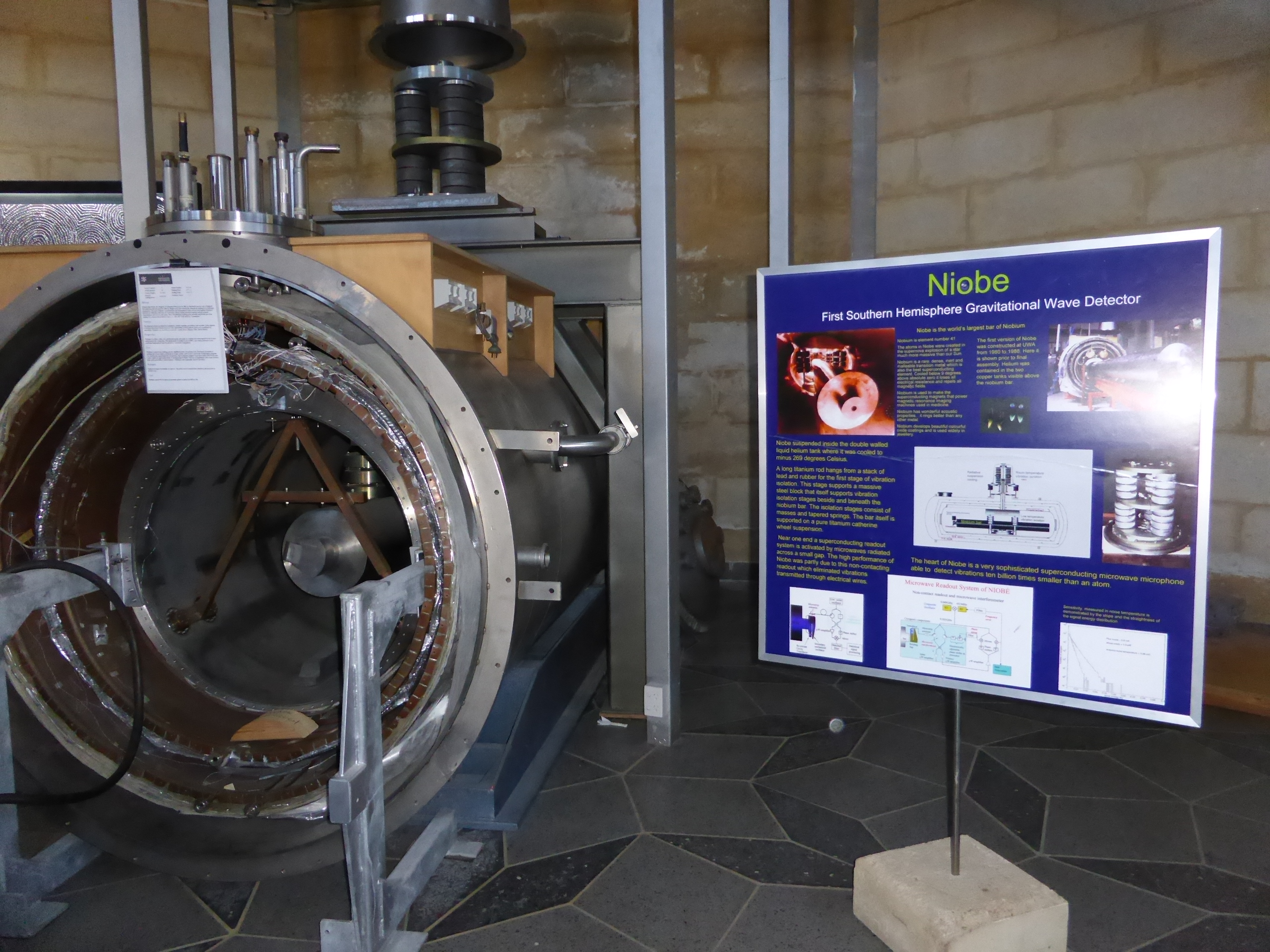
Detektor NIOBE jako součást expozice

Průkopníkem v detekci gravitačních vln byl od poloviny 60. let 20. století američan Joseph Weber. V té době se Einsteinova teorie stávala součástí mainstreamové fyziky (zlatý věk relativity) a začínalo se např. se studiem černých děr. Do stejné doby spadá i počátek dalších oborů klíčových pro detekci gravitačních vln: pozorování pulsarů, reliktního záření, lasery, kosmonautika.
Weberovy detektory od roku 1966 byly tvořeny velkými kovovými válci, které měly detekovat vlny vlnové délky pevně dané rozměry válce. Efekt vlny se měl na principu rezonance v čase nastřádat a stát se měřitelným. Weber používal dvojice stejných, ale geograficky vzdálených válců, aby odfiltroval rezonance způsobené lokálními vlivy. V roce 1969 publikoval zachycení gravitačních vln, ale jeho závěry nebyly přijaté a v jeho postupu a interpretaci byly nalezeny chyby. 
V dalších desetiletích byly vyvíjeny další rezonanční detektory na stejném principu, nazývané též gravitační antény. K nim patřil například i kulový MiniGrail na Univerzitě v Leidenu, který se pokoušel detekovat vlny do roku 2005, nebo obdobný brazilský Mário Schenberg.

### Nepřímé pozorování

Přesná shoda teorie a měření

Nepřímé pozorování gravitační vln umožnil objev prvního binárního pulsaru PSR B1913+16 v roce 1974, za které získali Russell Hulse a Joseph Taylor Nobelovu cenu za fyziku v roce 1993. Pozorované zkracování doby oběhu dvojice objektů (neuronových hvězd) se přesně shodovalo s předpovědí obecné teorie relativity, jak by se k sobě objekty měly přibližovat v důsledku ztráty energie vyzařováním gravitačních vln.
Nebylo tedy pozorováno zakřivení prostoročasu, ale důkaz o platnosti teorie, jak rotující dvojice velmi hmotných kompaktních objektů vyzařuje gravitační vlny a současně se ztrátou energie se přibližují, až se srazí (splynou). To podnítilo extrémně náročný vývoj detektorů, které by tyto vlny detekovaly ve chvíli těsně před spojením obou objektů, kdy jsou vlny nejsilnější.

### Pozemní interferometry

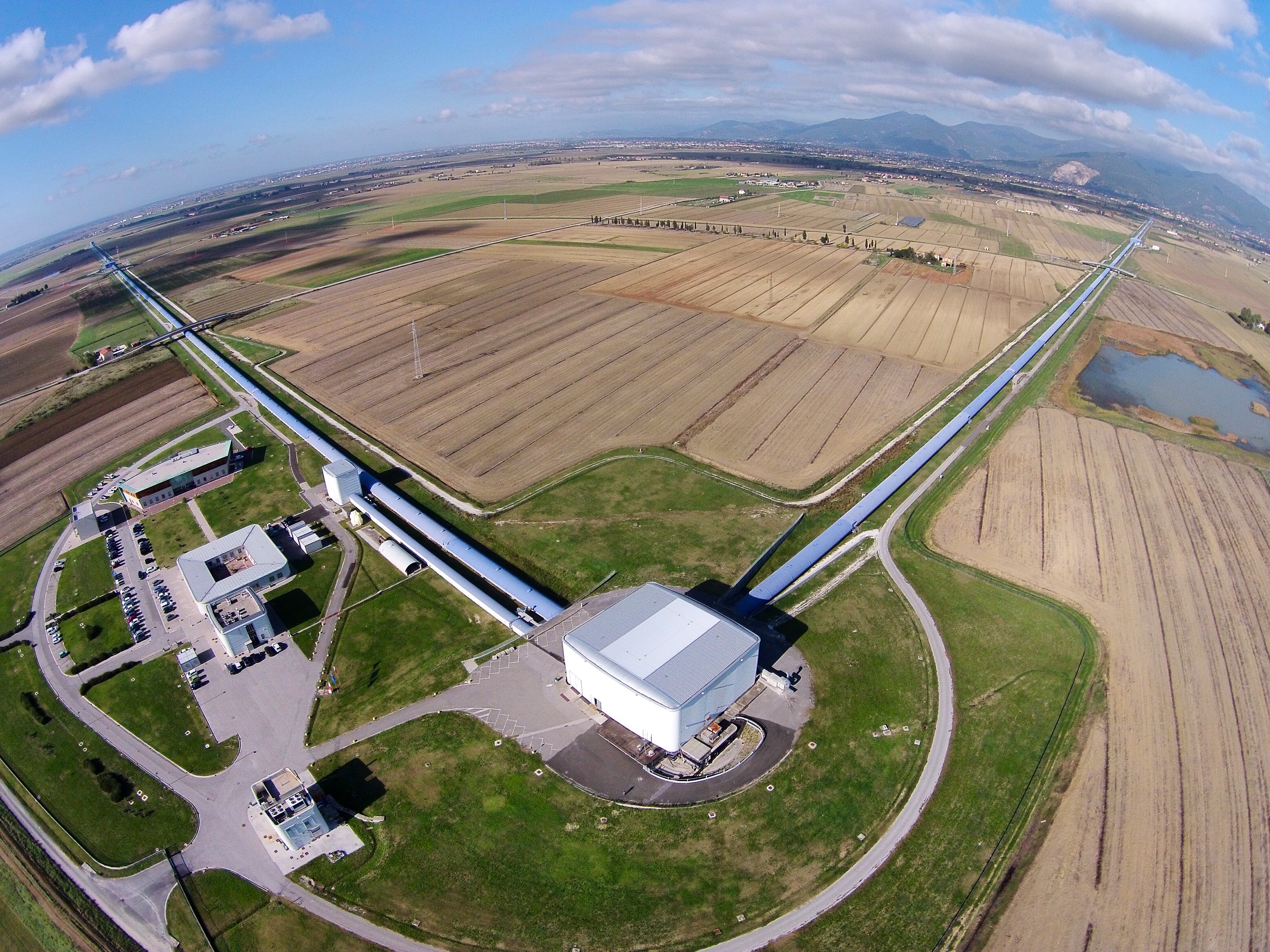
Virgo

První přímé pozorování gravitačních vln ze splynutí vesmírných objektů proběhlo 14. září 2015 (10:51 SEČ, 15. září místního času) v detektoru LIGO označované jako GW150914, v době, kdy byl tento detektor ještě v testovací fázi. Tento detektor je tvořen dvěma rameny o délce 4 km, do nichž jsou ve vakuu vyslány dva identické laserové paprsky, které se na konci ramen odrazí od zrcadel a v místě styku se v interferometru porovnají. Pokud zařízením projde gravitační vlna, délky obou ramen se nepatrně změní a paprsky se potkají fázově posunuté. Zachycené gravitační vlny vznikly při srážce dvou černých děr, jejichž hmotnost se pohybovala kolem 29 a 36 Sluncí, a které byly od nás vzdáleny 1 až 1,5 miliardy světelných let. Vzhledem k malé směrovosti experimentu není možné určit, kde se uvedené černé díry nacházely. Ukazuje se, že signály ze sloučení jsou častější než se předpokládalo a modely pro slučování takto hmotných těles vůbec nepředpokládaly, že k nim může dojít za miliardy let. Fermi Gamma-ray Space Telescope následně pozoroval gama záblesk, ovšem interpretace se liší. Dalším kandidátem z října je událost se slabším signálem označovaná jako LVT151012, které odpovídá hmotnost dvojice o 13 a 23 hmotnostech Slunce.
Mezi další detektory, snažící se zachytit gravitační vlny, patří např. VIRGO. Spolupráce detektorů LIGO a VIRGO umožnila směrovou lokalizaci událostí, které jsou zdrojem gravitačních vln. Vedle další detekce gravitačních vln ze splynutí černých děr společně zaznamenaly i vlny ze splynutí neutronových hvězd. Díky směrové lokalizaci bylo možno potvrdit, že bylo pozorováno i světelné záření z této události.

### Vesmírné interferometry

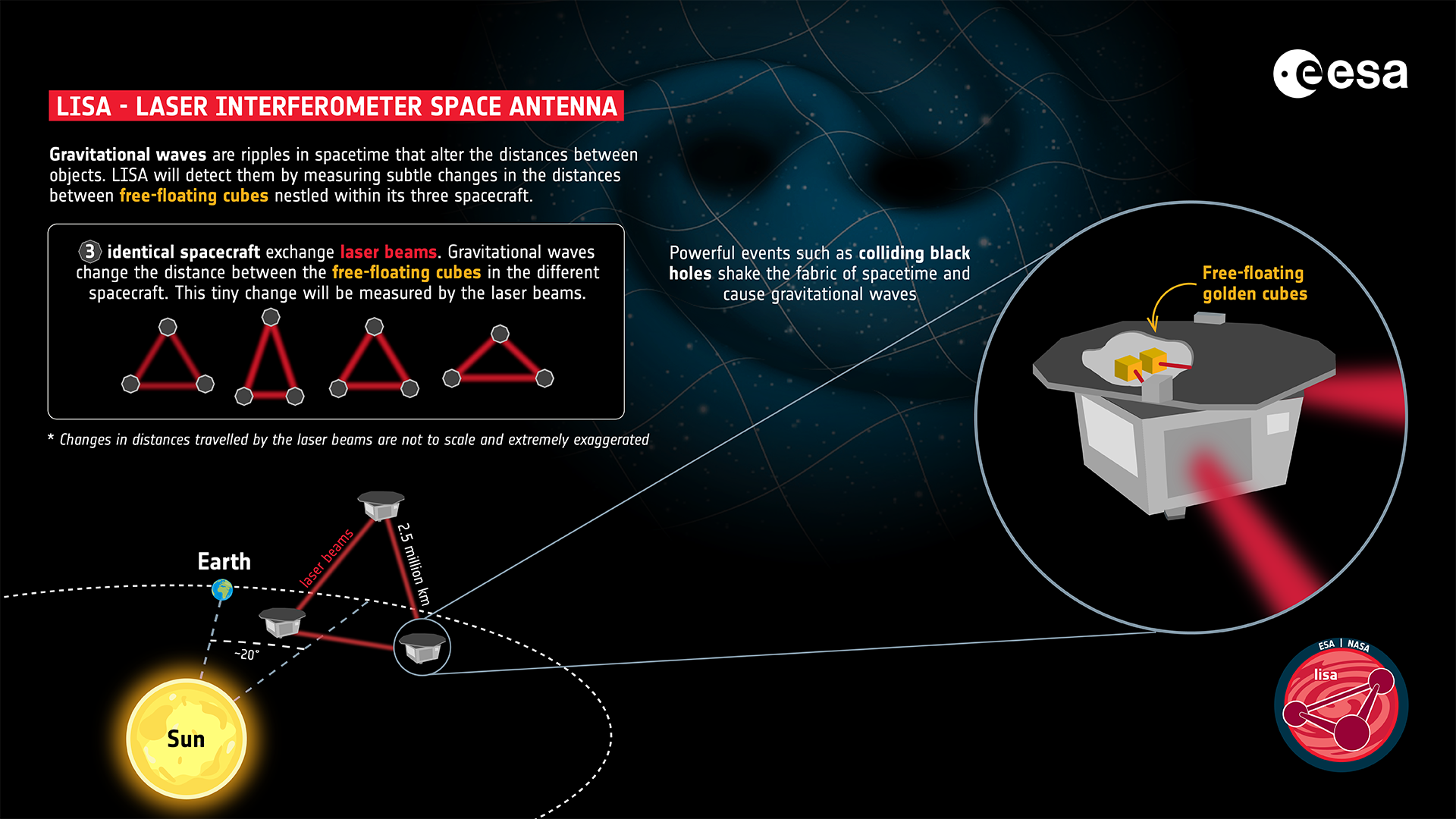
LISA – princip fungování

Kosmické detektory mají fungovat na stejném principu jako pozemní interferometrické detektory, tři ramena detektoru leží mezi trojicí sond na oběžné dráze kolem Slunce. Po oběžné dráze se pohybuje malý hmotný předmět uvnitř sondy, která kolem něj jemně manévruje, aby odrušila vnější vlivy jako např. sluneční vítr. Umístění do vesmíru eliminuje pozemské rušení a dovolí řádové prodloužení ramen. To umožní detekovat vlny v jiné části gravitačního spektra, delší vlny s nižší frekvencí generované jinými událostmi.
Připravuje se evropský projekt LISA, jehož klíčová technologie byla ověřena sondou LISA Pathfinder v roce 2017. Tři sondy mají být od sebe vzdáleny 2,5 milionu kilometrů a laser se bude odrážet od krychličky ze slitiny zlata a iridia o hraně 46 mm. Odstartování mise bude dle předpokladu (2025) v roce 2035. Další podobné projekty se připravují v Číně a Japonsku.

### Analýza pulsarů

Korelace pulsarů: Teoretická křivka a měření projektu NANOGraf

Na konci sedmdesátých let přišli nezávisle na sobě Michail Sažin a Steven Detweiler na nápad použít jako zdroj signálu pulsary a vytvořit tak detektor o velikosti celé Galaxie. Elektromagnetický signál pulsarů má přesnou periodu a lze tak detekovat její změnu gravitačním zakřivením prostoročasu. Hellingsova-Downsova křivka publikovaná roku 1983 popisuje korelaci změn periody pulsarů v závislosti na jejich úhlové vzdálenosti. To umožňuje odlišit působení gravitační vln procházejících galaxií od lokálního působení hmotných objektů.
Roku 2023 byla publikována analýza změn časování pulsů z pulsarů pozorovaných několik let. Příčinou jsou patrně obří černé díry. Amplitudy jsou mnohonásobně větší než u běžných černých děr, ale také periody vln jsou mnohonásobně větší.

### Reliktní záření

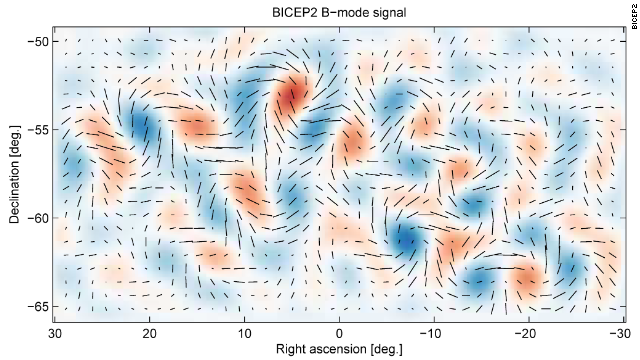
Polarizace mylně publikovaná jako gravitační vlnové pozadí

Podle teorie musely dynamické události na počátku vesmíru způsobit gravitační rozvlnění označované jako prvotní nebo reliktní gravitační vlny. Tyto vlny z doby velkého třesku mají způsobit polarizaci reliktního elektromagnetického záření z doby jeho skončení a to v módu B. Detekce těchto vln byla ohlášena v roce 2014, ale pak se zjistilo, že tato polarizace je způsobena magnetickými prachovými částicemi a experiment tak místo toho vedl ke zmapování gravitačního pole Galaxie.

### Odlišení gravitační vlny
Aby bylo možné odlišit gravitační vlnu od zakřiveného pozadí, je nutno oddělit tu část křivosti, která je vyvolána vlnou, od části křivosti, která přísluší zakřivenému prostoročasu. Toto oddělení je možné pouze tehdy, je-li charakteristická vlnová délka {\displaystyle \lambda } gravitační vlny mnohem menší než charakteristický poloměr křivosti {\displaystyle \rho } prostoročasu, na jehož pozadí se vlny šíří, tzn.
{\displaystyle \lambda \ll \rho }

## Vlastnosti

Schematický efekt vlny s polarizací na body uspořádané do kruhu kolem osy šíření vlny. Ve skutečnosti jsou změny vzdáleností mezi body jen nepatrné.

Schematický efekt vlny s polarizací na body uspořádané do kruhu kolem osy šíření vlny.

Gravitační vlny jsou příčné vlnění časoprostoru, které se šíří rychlostí světla. V rovině kolmé na směr šíření se vzdálenosti střídavě zkracují a prodlužují a to vždy opačně ve dvou na sebe navzájem kolmých směrech.
Pokud gravitační vlna prochází skrz tenkou tyč, kolmou na směr jejího šíření, tyč bude cítit sílu, která se ji bude pokoušet natahovat a zkracovat. To je způsobeno tím, že atomy uvnitř tyče se budou pokoušet zůstat ve stejné vzdálenosti jeden od druhého, ale při průchodu vlny se samotné body v časoprostoru budou pohybovat od sebe a k sobě. Na tyč tak budou působit jen a pouze setrvačné síly, které se reagují na to, že atomy tyče se vychylují od svých původních poloh v časoprostoru (přitom jsou to vlastně body časoprostoru, které se původně začaty pohybovat průchodem gravitační vlny). Tenká tyč rovnoběžná se směrem šíření gravitační vlny nijak natahována nebude.
Gravitační vlny jsou ovlivněny rozpínáním prostoru (kosmologickou konstantou) stejným způsobem jako světlo a časem tak u nich dochází k rudému posuvu.
Gravitační vlny přenášejí energii a tedy samy o sobě působí jako zdroj gravitačního pole. Z toho důvodu se také budou dvě gravitační vlny při svém setkání vzájemně ovlivňovat, např. se budou rozptylovat. Tím se gravitační vlny odlišují např. od vln elektromagnetických, které se navzájem neovlivňují, protože samy nepřenášejí žádný elektrický náboj.
Plošné gravitační vlny ve vakuu, které mají malou amplitudu splňují vlnovou rovnici (tato aproximace je plně platná pro detekci gravitačních vln na Zemi). Stejně jako elektromagnetické záření, mají gravitační vlny 2 možné polarizace. Tyto polarizace se obvykle značí {\displaystyle +} a {\displaystyle \times }. Navzájem jsou jejich kmity pootočené o 45{\displaystyle ^{\circ }}, čímž se také liší od elektromagnnetických vln, protože 2 polarizace světla jsou navzájem kolmé.
Názvy polarizace gravitačních vln následují terminologii z elektromagnetismu. Obecná lineární kombinace polarizací {\displaystyle +} a {\displaystyle \times } se nazývá eliptická polarizace gravitační vlny a ve speciálním případě, kdy jsou velikosti komponent stejné se nazývá kruhovou polarizací.
Tok energie {\displaystyle F} v gravitační vlně se dá vyjádřit pomocí střední hodnoty čtverce amplitudy {\displaystyle A^{2}} a frekcence {\displaystyle \Omega } jako 
{\displaystyle F={\frac {1}{32\pi }}\Omega ^{2}A^{2}}. 

### Polarizace vlny z binárního systému
Podle polarizace přicházející gravitační vlny jsme v principu schopni zjistit orientaci obecného binárního systému vůči detektoru. V ose, kolem které tělesa obíhají jsou vyzařovány kruhově polarizované gravitační vlny a v rovníkové rovině jsou vyzařovány čistě jen vlny s polarizací {\displaystyle +} (vzhledem právě k rovníkové rovině). Relativní zastoupení těchto polarizací nese informaci o sklonu rovníkové roviny binárního systému ke směru šíření detekované vlny (tedy směru k detektoru).

### Kulová gravitační vlna
Kulová vlna není řešením Einsteinových rovnic a v tomto modelu tedy kulové gravitační vlny neexistují. Toto tvrzení je důsledkem tzv. Birkhoffovy věty. 
Jedná se o další analogii s Maxwellovými rovnicemi elektromagnetismu, kde kulové vlny rovněž neexistují.